# 太平洋鉤杜父魚
太平洋鉤杜父魚，為輻鰭魚綱鮋形目杜父魚亞目杜父魚科的其中一種，為溫帶海水魚，分布於北太平洋白令海至阿拉斯加東南部海域，棲息深度15-137公尺，體長可達5.7公分，棲息在砂泥底質底層水域，生活習性不明。

## 擴展閱讀
維基物種上的相關：太平洋鉤杜父魚